# Huon de Méry
Huon de Méry est un trouvère du XIIIe siècle qui fleurissait en 1228. Il serait originaire de Méry-sur-Seine, peut-être membre de la famille des seigneurs du lieu comme Prosper Tarbé l'a exposé.

## Œuvres
On lui doit Li tornoiemenz Antecrist (Le tournoi de l’Antéchrist), récit allégorique du combat mené, près de la forêt de Brocéliande, par les vices du diable contre les vertus du seigneur céleste.
Dans son roman, Huon de Méry, religieux de l’abbaye Saint-Germain, se dit chevalier et se présente comme un émule des chevaliers de la Table ronde, qu’il place, comme Chrétien de Troyes, dans les rangs des légions célestes, portant comme eux le casque et l’épée et cherchant comme eux les dangers et bravant les enchantements.

## Place dans son époque
Huon de Méry prend aussi le titre de trouvère, qu’il place bien au-dessus de ceux de jongleur et de ménestrel. Comme tel, il se veut l’héritier de Raoul de Houdenc et de Chrétien de Troyes qu’il exalte comme les princes de la littérature française. Le passage où il chante leur gloire et pleure leur trépas a d’ailleurs servi à dater leur mort.
Li Tornoiemenz Antecrist a sûrement eu beaucoup de lecteurs, car nombre de grandes bibliothèques le possèdent en manuscrit. La bibliothèque du roi de Sardaigne en possédait un exemplaire orné de miniatures, dans (no G, 1, 19), la bibliothèque du Vatican un parmi les manuscrits de la reine de Suède (no 1361), etc. La BnF conserve le manuscrit qui appartenait à Fauchet (no 7615) et le manuscrit 218 en offre un texte très exact et bien écrit.

## Éditions modernes
- Le tornoiement de l'Antechrist par Huon de Mery, édition de P. Tarbé, Reims, 1851.
- Li tornoiemenz Antecrit von Huon de Mery nach den Handschriften zu Paris, London und Oxford neu herausgegeben von Georg Wimmer, Marburg, Elwert, 1888.
- Le Torneiment Anticrist by Huon de Méri: a critical edition by Margaret O. Bender, University, Romance Monographs, 1976
- Le Tournoi de l’Antéchrist, édition de Georg Wimmer, Stéphanie Orgeur, Orléans, Paradigme, 1995, 175 p.,  (ISBN 9782868781291).